# Les Mystères de l'île
Pour plus de détails, voir Fiche technique et Distribution.
Les Mystères de l'île (aussi appelé Meurtres à l'île d'Aix : Les Mystères de l’île) est un téléfilm français, de la Collection Les Mystères de..., écrit par David D'Aquaro, réalisé par François Guérin et diffusé pour la première fois, en Suisse, le 13 janvier 2017 sur RTS Un, en Belgique deux jours plus tard sur La Une et en France sur France 3 le 17 janvier 2017. 

## Synopsis

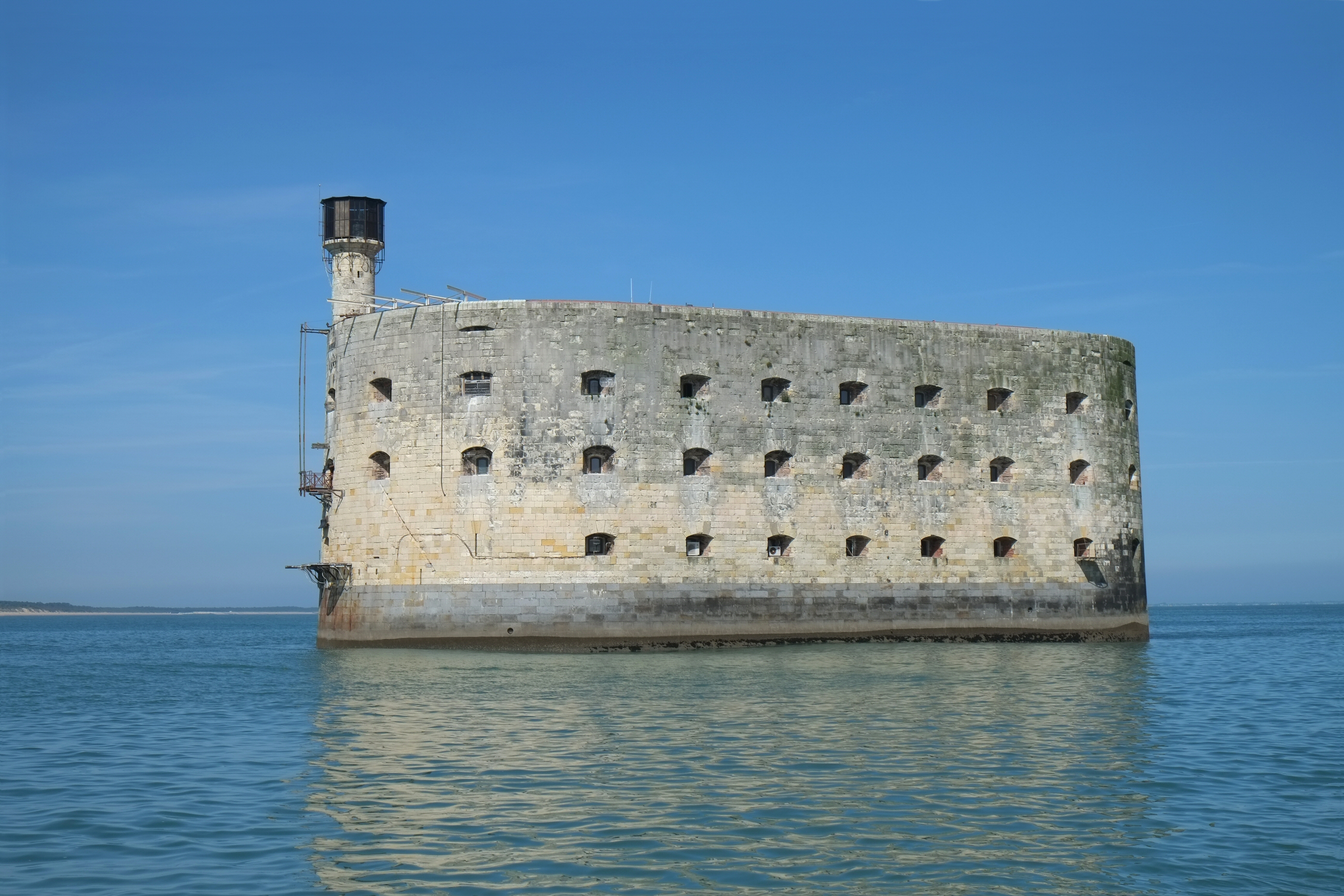
Le fort Boyard en 2015

Un corps sans vie est retrouvé sur un  zodiac à la dérive au large de Fort Boyard. Sur l'île d'Aix, l'inspectrice Solène mène l'enquête. Elle demande au maire de la ville, Vincent, de la seconder dans son enquête. Personne ne reconnaît le défunt mais une fois à Fort Boyard, Solène et son adjoint, Adrien, découvrent qu'il en était le nouveau gardien, nommé José Chebec. Il s'agit d'un ancien taulard condamné pour un vol de diamants qui a mal tourné, pendant que son complice, Michel, disparaissait. Solène et Vincent interrogent la femme de ce dernier, Aline, sans nouvelle de Michel depuis le casse. Mais bientôt, ils apprennent que son fils Mathieu s'est disputé avec la victime la veille de sa mort. Les choses se corsent quand Vincent découvre que sa fille adolescente, Agathe, sort secrètement avec Mathieu.

## Fiche technique
- Titre original : Le Mystères de l'île
- Réalisation : François Guérin
- Scénario : David D'Aquaro, sur une idée de Louise Cochard et Antoine du Vivier
- Photographie : Dominique De Wever
- Montage : Claude Broutin, Edith Paquet
- Musique : Frédéric Porte
- Production :
- Sociétés de production : Flach Film Production, avec la participation de France Télévisions, TV5 Monde, Radio Télévision Suisse (RTS), Centre National de la Cinématographie (CNC), en coproduction avec AT-Production, Radio Télévision belge francophone (RTBF), et avec le soutien de la Région Nouvelle-Aquitaine et du département de la Charente-Maritime
- Pays d'origine :  France
- Langue originale : français
- Genre : policier
- Durée : 90 minutes
- Dates de diffusion :  
  - Suisse : 13 janvier 2017, sur RTS Un
  - Belgique : 15 janvier 2017, sur La Une
  - France : 17 janvier 2017, sur France 3

## Distribution
- Julie Ferrier : Solène
- François Vincentelli : Vincent
- Isabel Otero : Aline
- Vincent Winterhalter : Bernard
- Marwan Berreni : Adrien
- Guillaume Arnault : Mathieu
- Marie Petiot : Agathe
- David Van Severen : Dimitri
- Patrick Rocca : André
- Pierre Renverseau : légiste
- Serge Cochard : pilote
- Laura Balasuriya : gendarme
- Annick Blancheteau : Rose

## Tournage
Le tournage s'est déroulé du 24 août au 20 septembre 2016 sur l'Île d'Aix (Charente-Maritime)

## Audience
- France : 4,3 millions de téléspectateurs (première diffusion) (17,5 % de part d'audience)[2]
- France : 3,06 millions de téléspectateurs (rediffusion) (20,4 % de part d'audience)[3]